# Бабадаг
 Тази статия е за града.  За планината вижте Бабадаг (планина).  
Бабадаг (на румънски: Babadag) е град в окръг Тулча, Северна Добруджа, Румъния.

## История
Името на селището е турско и означава „Планина на Отеца“. Смята се, че Отецът е сунитският дервиш Баба Саръ Салтък, който през 1261 е духовен водач на група огузи при настаняването им в Добруджа от Михаил VIII Палеолог.

### Османски период
След турското завоевание, с указ на Баязид II в 1484 г. селището е обявено за административен център на Добруджа, но в 1677 г. за такъв е избрана Силистра. Според Константин Иречек през този период Бабадаг е главен дунавски център на дубровнишката търговия. Местната дубровнишка колония основава своя духовна енория, обединяваша Исакча, Измаил, Тулча, Бендер и Килия. До края на османската власт населението на града и околността е най-вече българско. Сред местните българи има много състоятелни семейства – някои от тях притежават до 5000 глави добитък. Градът е тясно свързан с Българското национално възраждане, в него учителства Иван Зринов, а в близките села – Васил Левски. Поп Харитон първо е свещеник там, а след това излиза с чета в планината Бабадаг. 

В средата на XIX век е построена българската църква „Свети Димитър“ в Бабадаг. Стенописите на български език в храма са заличени през 1989 г. Интересен знак от възрожденската епоха е надгробието в черковния двор на млад българин от средата на XIX век. Епитафията му ни дава представа за народната поезия в тази епоха: 
| „ | И тук се пътниче поспри, и помен жалостен стори, на тоз дето тук в мрачен ров, лежи Петър Тодоров. У Шумен той се е родил, в Бабадаг се преселил и в 19-ата година на онзи свят премина – 6 март 1863 г. | “ |

### След Руско-турската война
След Берлинския договор в 1878 г. започва румънската колонизация.
При избухването на Балканската война в 1912 година четирима души от Бабадаг са доброволци в Македоно-одринското опълчение.
През Първата световна война на 1 септември 1916 г. българската войска настъпва в Добруджа. До края на годината командваната от ген. Колев I конна дивизия в състава на III българска армия разгромява в няколко сражения руските и румънски части и освобождава Мангалия, Кюстенджа. 
Отстъпващите войски на Антантата си запалват околните села, а в град Бабадаг разрушават по-големите здания. На 18 декември 1916 Бабадаг е освободен от конната дивизия и в града се установява и щаба на Трета армия. В двора на храма „Свети Димитър“ в града е оформено българско военно гробище, в което са погребани около 40 войници от Трета армия, загинали в битката за освобождение на Бабадаг през 1916 г. Гробището днес е заличено. През 1917 г. българските граждански власти в Бабадаг издигат в гробището военен паметник. Неговият постамент все още стои, но върху българския надпис е поставена плоча на румънски език. Под нея се четат отделни букви от кирилския текст.
Ж п. линия Меджидия-Тулча не е напълно изградена и през 1935 г. достига само до Бабадаг.
В периода 1917 – 1929 г. в Бабадаг излиза българският вестник „Добруджа“. През 1917 г. и 1918 г. градът е избран за седалище на заседанията на Първия велик добруджански народен събор и Втория велик добруджански народен събор, провъзгласен за Първо добруджанско областно събрание, които със специален меморандум, петиции и телеграми обявяват волята на населението за присъединяване на цяла Добруджа към България. С решенията им е създаден Централен Добруджански народен съвет и са изградени Местни народни комитети като органи на гражданската власт в градовете и по-големите села.
Съгласно Берлинския протокол градът заедно с цяла Добруджа става част от територията на Царство България. С Ньойския договор Антантата предава областта към Румъния, но населението тук остава изключително българско до 1940 г., когато по Крайовския договор е принудително изселено от румънската власт.

## Личности
- Димитър Йосифов - стенограф, работил като учител в Бабадаг след 1874 г.
- Стефан Георгиев - ботаник, работил като съдебен чиновник и учител в Бабадаг след 1878 г.
- Стефан Нерезов, генерал от пехотата, началник-щаб на 3-та армия в Бабадаг през 1917 г.
- Иван Станев, градски кмет през 1917 г.[10]
- Иван Жеков, председател на черковно-училищното настоятелство в Бабадаг през 1917 г.[11]